# Начётничество
Начётничество — в старообрядческой среде — начитанность, учёность, хорошее знание Священного Писания и Предания. В нерелигиозном понимании — догматизм, машинальность, неразборчивость в перенимании познаний, механическое, некритическое усвоение прочитанного.
Кирилл Кожурин отмечал: «Старообрядческие начётчики в большинстве своём были людьми, не получившими какого-либо систематического богословского образования, но по природной способности и любознательности, путём самообразования овладевшими книжностью, навыками устного и письменного слова».

## Историография вопроса
Первоначально русский образовательный идеал определялся понятием начётничества. По-настоящему образованным считался не тот, кто умел читать и писать, а тот, кто прочел много книг и хорошо знаком со Священным Писанием, Отцами Церкви (по большей части в переводах), имеет представление о географии, истории и т. п. В XVII веке наступил кризис данной формы обучения, и привыкшие к начётничеству старообрядцы оказались вытеснены из формирующейся образовательной системы. Тем не менее, даже Петру I не удалось победить начётничество.

## В христианской традиции
Сiе предписываю мiрянамъ, сiе заповѣдаю священникамъ, а равно и тѣмъ, которымъ ввѣрено начальство: вспомоществуйте слову всѣ, кому дана отъ Бога возможность вспомоществовать. Великое дѣло воспрепятствовать убiйству, наказать прелюбодѣянiе, обуздать хищничество; несравненно выше — внушить благочестiе и преподать здравое ученiе.

### Начётничество в старообрядчестве
Особым уважением начётничество (начитанность, учёность) пользовалось и пользуется в среде старообрядцев. Опытными начётчиками были: протопоп Аввакум, Феодосий Васильев (автор «Обличения» и основатель федосеевского согласия), братья Денисовы — Андрей и Семён (авторы «Поморских ответов»). Они использовали свою обширную начитанность в письменных источниках того времени.
В XIX веке возник особый тип начётчиков — борцов с миссионерами господствующей церкви. Это была опасная борьба, и большинство старообрядческих начётчиков побывали под судом и в тюрьмах.
«Золотой» период истории старообрядчества (1904—1917) стал триумфом старообрядцев-начётчиков, «защищавших истину и правоту старообрядчества». Авторитетными начётчиками в поповстве Ксенос (1819-1882), были Онисим Швецов (1840—1908), писатель и полемист Фёдор Мельников (1874—1960) и другие.
В 1906 году начётчики создали «Союз старообрядческих начётчиков», который ежегодно собирался на съезды. Союз был возрождён в конце 1990-х годов.
В среде поморцев выдающимися начётчиками были: А. А. Надеждин (участвовал в полемических беседах с миссионерами; особо известна беседа в Сызрани в 1888 году), Д. В. Батов, Л. Ф. Пичугин (выступал на миссионерских собеседованиях и диспутах, а также старообрядческих съездах и соборах), а позже — наставники А. Екимов, С. Ф. Егупёнок, И. И. Никитин, И. И. Егоров и другие.